# Albert Delpit
Albert Delpit (* 30. Januar 1849 in New Orleans; † 1893) war ein französischer Roman- und Bühnendichter.
Delpit war der Sohn eines reichen Tabakhändlers und kam in seiner Jugend nach Frankreich, wo er in Paris und Bordeaux studierte. Danach begann er seine schriftstellerische Laufbahn, zunächst als Mitarbeiter an den von Alexandre Dumas der Ältere gegründeten Zeitschriften: Le Mousquetaire und Le d’Artagnan.
Nachdem er im Deutsch-Französischen Krieg als Freiwilliger mitgemacht hatte, erhielt er für einen Band Gedichte: L’invasion (1872) sowie für die Dichtung Le repentir, ou récit d’un curé de campagne (1873) akademische Preise. Hatte aber mit seinen dramatischen Versuchen: Robert Pradel (1874), Le message de Scapin (1876) und Les chevaliers de la patrie (1877) noch mit seinen Romanen: Les compagnons du roi (1874), Jean-Nu-Pieds (1874), La vengeresse (1876), Les mystères du Bas-Meudon (1877), Le fils de joie (1877) weniger Erfolg, bis er sich endlich mit Le fils de Coralie (1879) bei den Lesern wie (in dramatischer Bearbeitung) auf der Bühne vollste Anerkennung verschaffte. Durch Le mariage d’Odette (1880) gelangte er vollends in das Fahrwasser der katholisierenden guten Gesellschaft und errang eine neue Auszeichnung vonseiten der Akademie.